# Adams Corner
Adams Corner es una comunidad no incorporada en el condado de Wabash, en el estado estadounidense de Illinois.
Adams Corner lleva el nombre de Daniel Adams, un pionero local.